# Mycalesis malsara
Mycalesis malsara är en fjärilsart som beskrevs av Moore 1857. Mycalesis malsara ingår i släktet Mycalesis och familjen praktfjärilar. Inga underarter finns listade i Catalogue of Life.

## Bildgalleri

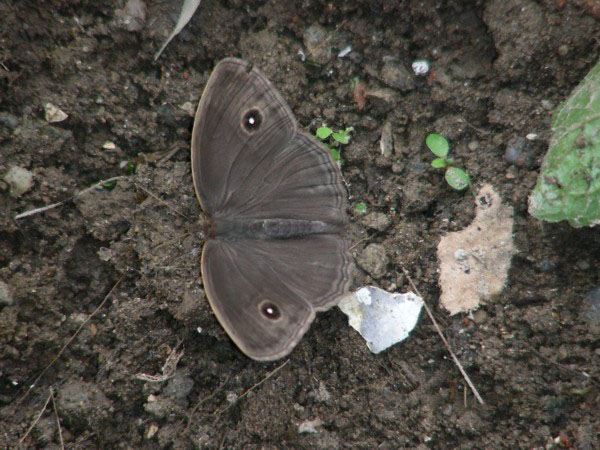
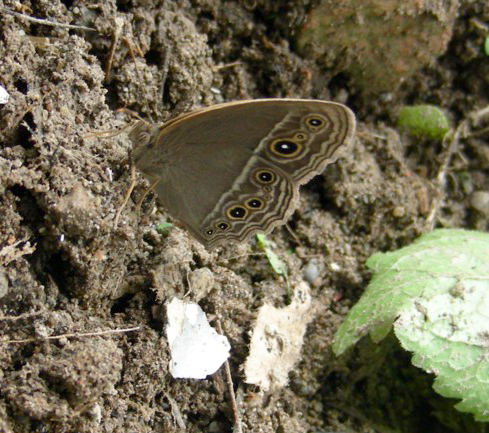
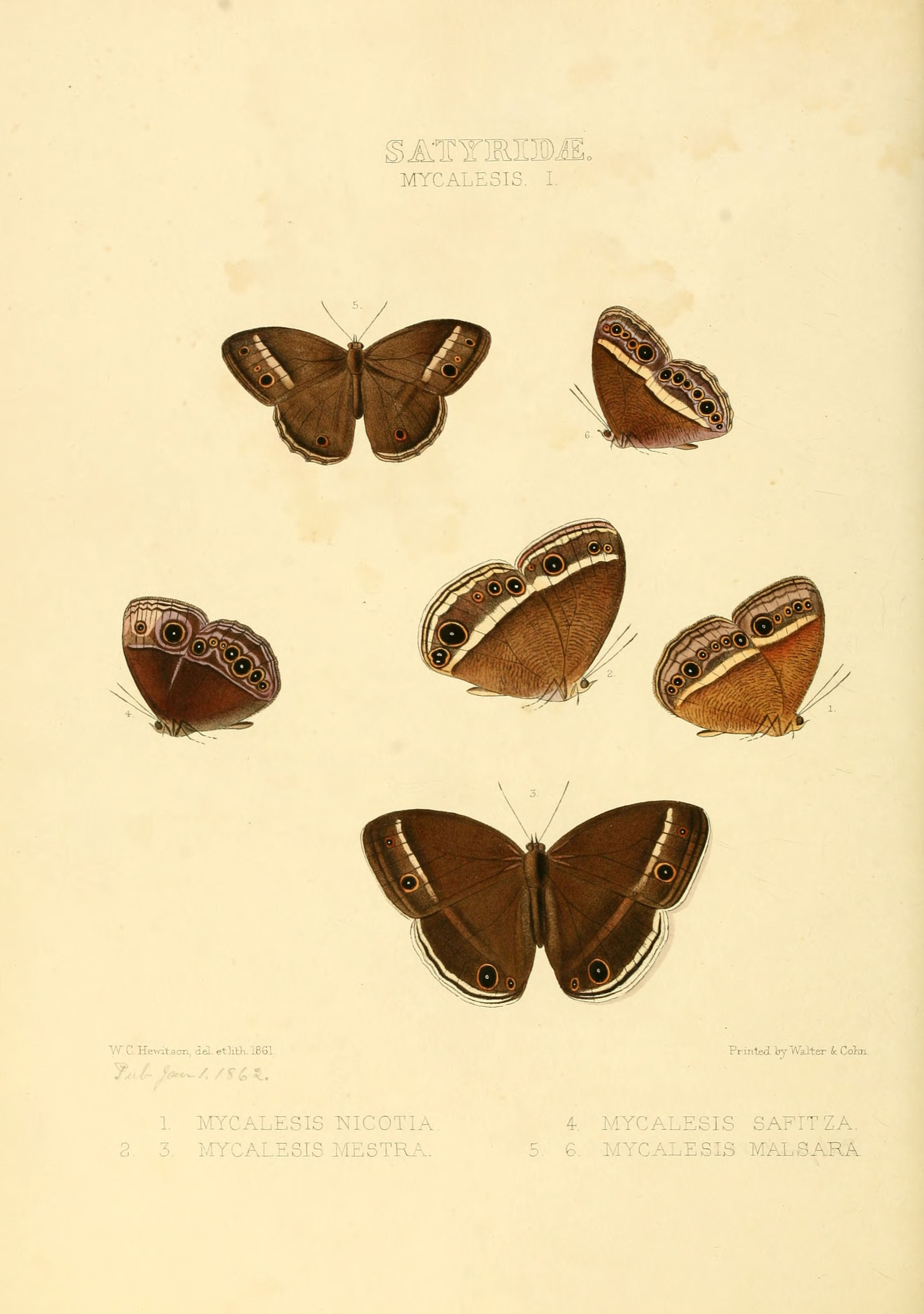
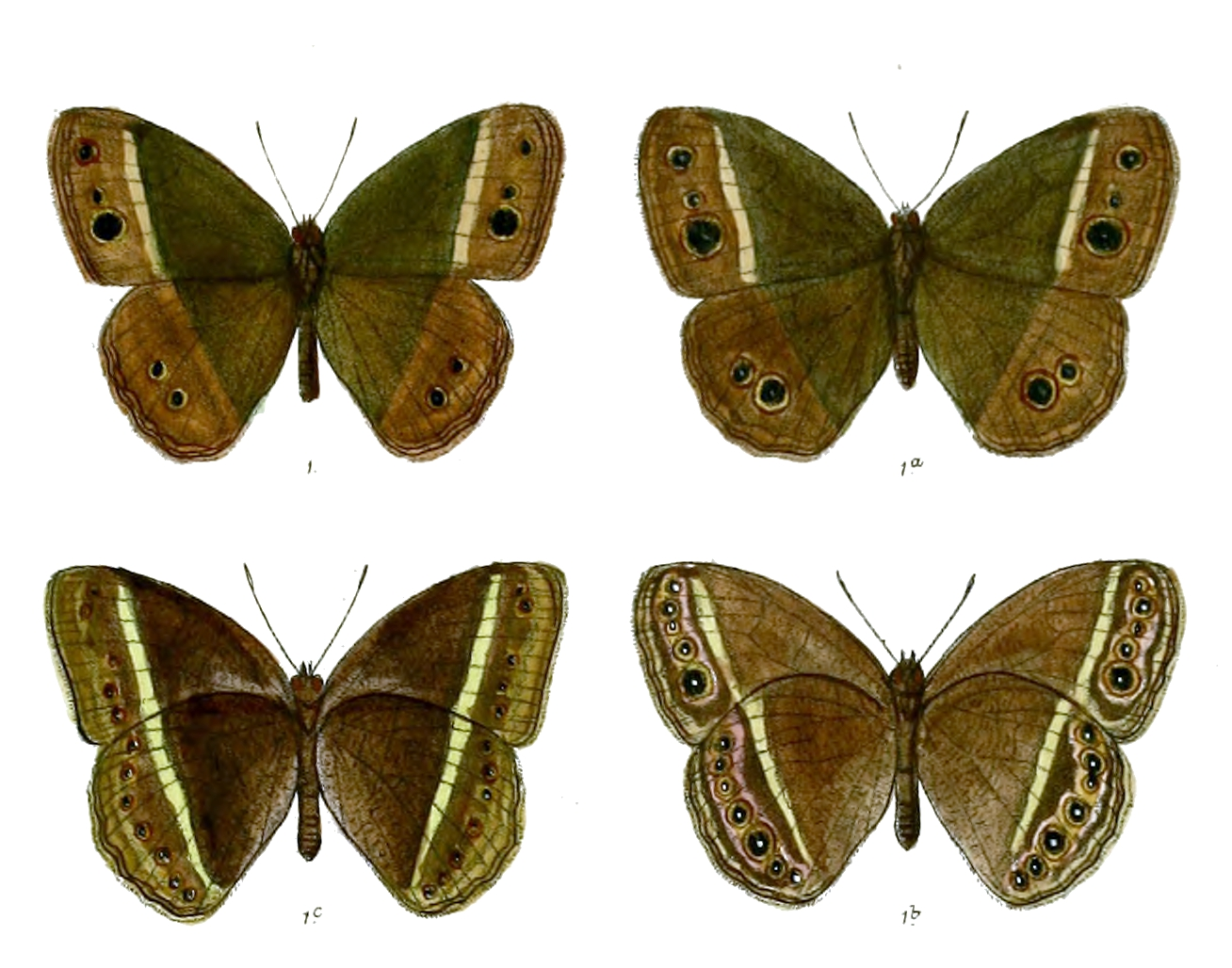